# Municipio de Painted Woods
El municipio de Painted Woods (en inglés: Painted Woods Township) es un municipio ubicado en el condado de Burleigh en el estado estadounidense de Dakota del Norte. En el año 2010 tenía una población de 118 habitantes y una densidad poblacional de 1,21 personas por km².

## Geografía
El municipio de Painted Woods se encuentra ubicado en las coordenadas 47°6′56″N 100°52′52″O / 47.11556, -100.88111. Según la Oficina del Censo de los Estados Unidos, el municipio tiene una superficie total de 97.51 km², de la cual 94,08 km² corresponden a tierra firme y (3,52 %) 3,43 km² es agua.

## Demografía
Según el censo de 2010, había 118 personas residiendo en el municipio de Painted Woods. La densidad de población era de 1,21 hab./km². De los 118 habitantes, el municipio de Painted Woods estaba compuesto por el 95,76 % blancos, el 2,54 % eran amerindios y el 1,69 % eran de una mezcla de razas. Del total de la población el 0 % eran hispanos o latinos de cualquier raza.